# Fluïdisatie

Schema van een fluïdisatie reactor

Fluïdisatie is het gedrag van korreltjes dat lijkt op het gedrag van een fluïdum (vloeistof of gas). Fluïdisatie ontstaat door van onderaf een gas of vloeistof tegen de korreltjes aan te blazen of stromen. De korreltjes gaan dan zweven, stuiteren en bewegen. Bij voldoende hoge gassnelheid ontstaan er zelfs bellen. De vaste korrels lijken dan op een kokende vloeistof.
Er moet wel rekening mee gehouden worden dat de Wet van Pascal gedeeltelijk geldig wordt. Dit kan van belang zijn voor het reservoir waar de stof zich in bevindt. 
Fluïdisatie wordt erg veel gebruikt in de industrie voor de productie van kunstmest korrels, plastic granulaat (polypropyleen en polyethyleen) en in krakers.
Fluïdisatie wordt ook gebruikt om korrelvormige vaste stoffen gemakkelijk transporteerbaar te maken (het verpompen).